# Saracena
Saracena è un comune italiano di 3 292 abitanti situato nella parte settentrionale della provincia di Cosenza in Calabria.

## Geografia fisica

### Territorio
Saracena è situata su una collina rocciosa che si sviluppa sul versante est della valle del fiume Garga ai piedi dei Monti di Orsomarso, questi ultimi appendice meridionale del Parco nazionale del Pollino. 

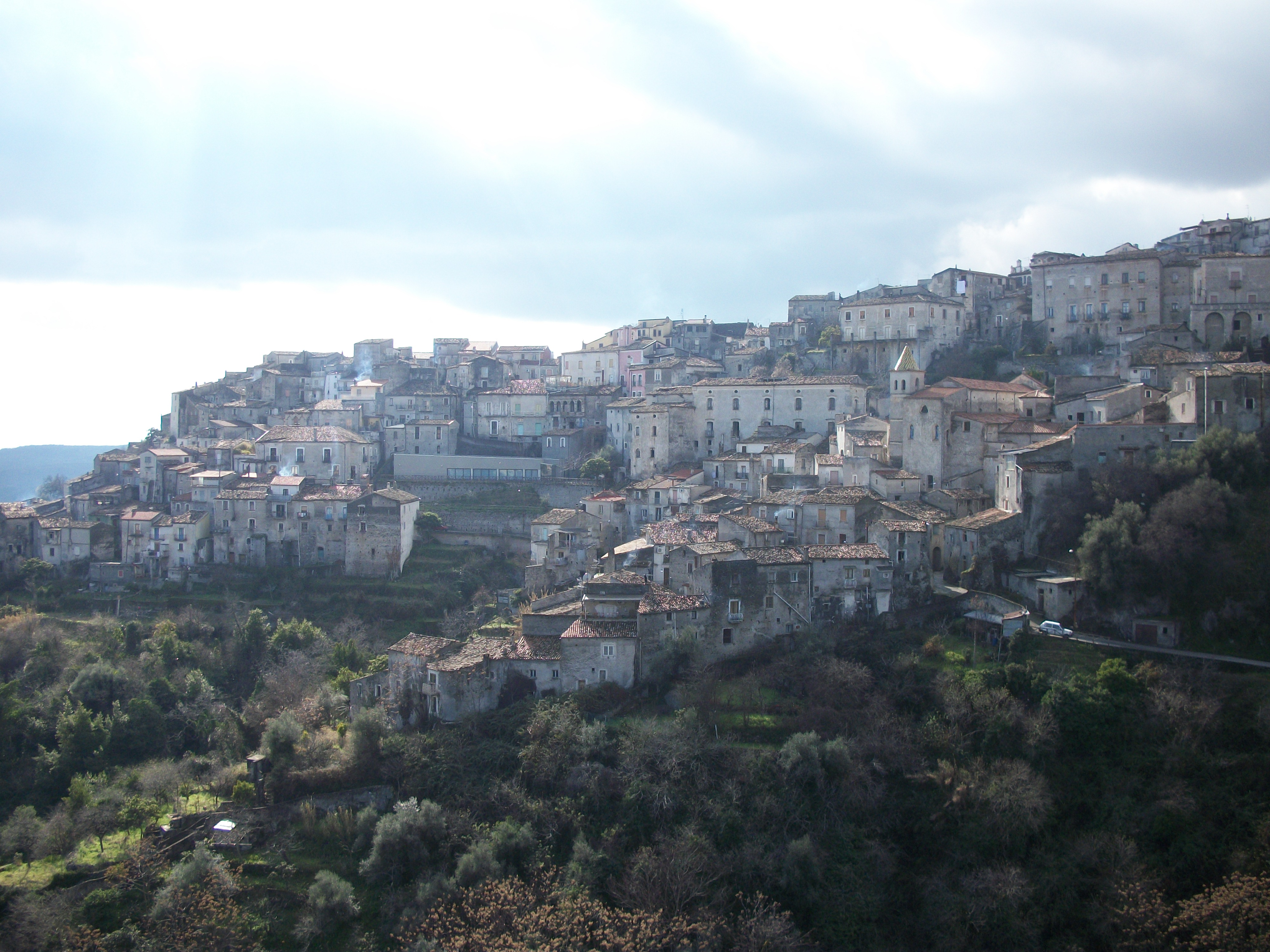
Vista panoramica del centro storico

A pochi chilometri dal centro abitato, quasi di fronte ad esso, si trova la Grotta di San Michele Arcangelo detta comunemente Grotta di Sant'Angelo, un'ampia cavità carsica che si apre a 750 metri circa s.l.m. nella parete calcarea ad ovest del fiume Garga, abitata dal Neolitico antico fino alla media Età del bronzo. Fra le altre risorse naturalistiche vanno annoverati il Monte Caramolo, che con i suoi 1.827 metri è il punto più alto del territorio comunale, il Piano di Novacco, il Piano di Masistro, il Timpone Scifariello ed il laghetto di Tavolara.
La superficie territoriale è di 111,51 km², con una densità di 37 ab/km².
Il territorio comunale risulta compreso fra i 92 ed i 1.827 m s.l.m., con un'escursione altimetrica complessiva pari a 1.735 metri, che rende tra l'altro particolarmente vario il patrimonio botanico e faunistico.
Per quanto riguarda il clima di Saracena, è possibile citare lo storico Vincenzo Forestieri, il quale, nella seconda metà del XIX secolo, così lo descriveva: “[...] Il clima è temperato e salubre è l'aria. Che se poi nelle alture, sulla montagna, l'inverno è rigido, nel tempo estivo invece il caldo è mitigato dalle fresche aure delle stesse montagne”.

## Storia
Si vuole che Saracena discenda dall'antica Sestio, fondata dagli Enotri, come riferiscono Strabone, Stefano di Bisanzio e Padre Giovanni Fiore da Cropani, il quale, nella sua “Della Calabria illustrata”, così parla di Saracena: “Terra antichissima, è la medesima, che già fiorì col nome di Sestio, edificata dagli Enotri. [...] Fu ella la sesta Terra edificata da Enotrio Arcade in Calabria, cinquecento sessanta anni prima della Guerra Troiana, e perciò fu denominata Sestio”.

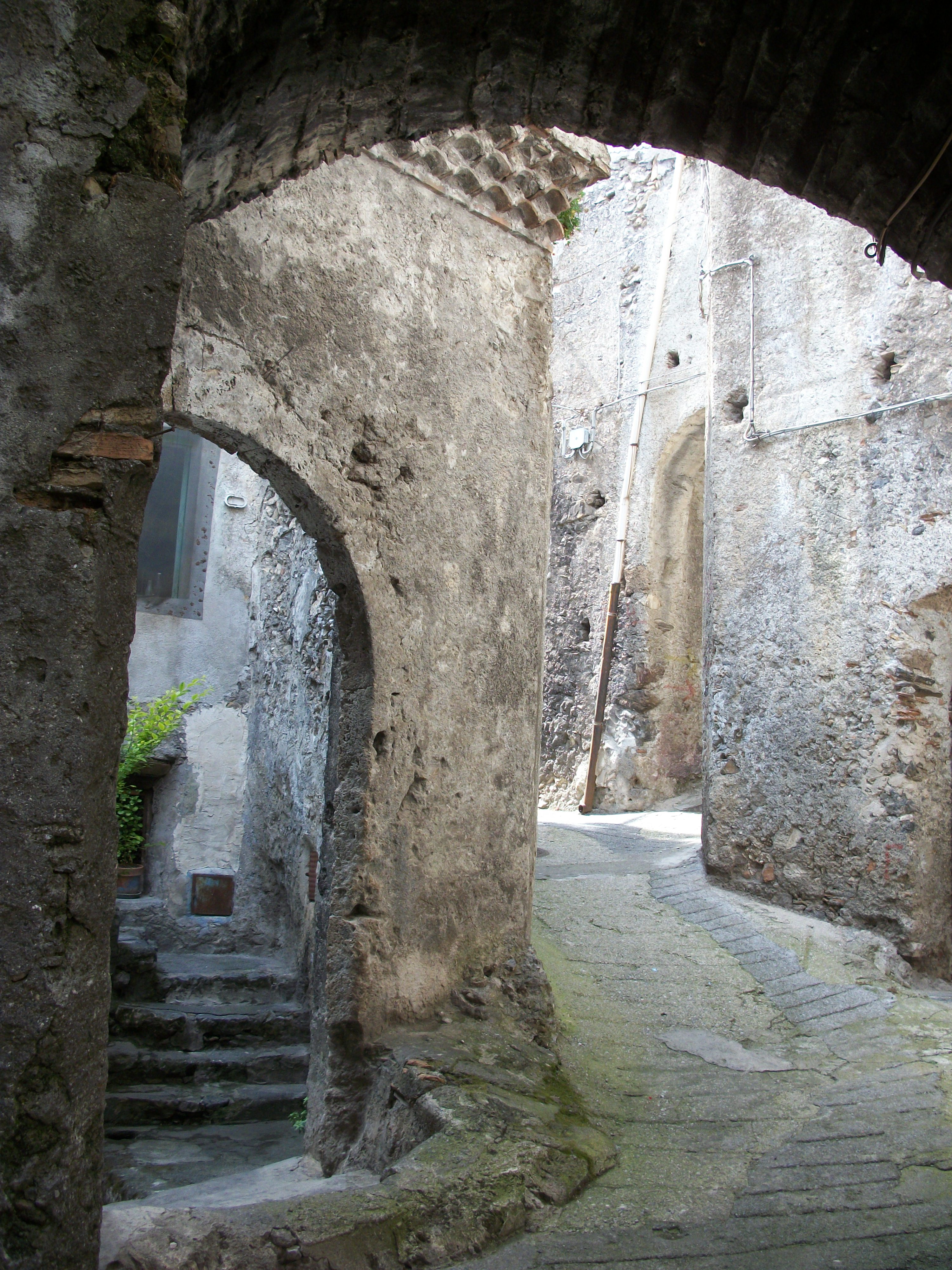
Antichi vicoli di Saracena

Strabone e Stefano di Bisanzio vengono citati entrambi dall'abate Giovan Battista Pacichelli nel suo “Il Regno di Napoli in prospettiva” (1703), dove, parlando di Saracena, dice: “Non può dubitarsi, che sia questa Terra l'antica Città di Sestio, numerata da Strabone, e da Stefano Bizanzio trà le molte altre degl'Enotrii...”. Pacichelli nella sua opera, pubblicata postuma, riporta anche i censimenti fiscali, e, per quanto riguarda Saracena, aggiunge: “Stà numerata detta Terra per fuochi trecento settanta trè, ripiena di Nobili, e ricchi Abitanti, & ornata con molte fabriche cospicue di Palaggi, e di Chiese, frà le quali ve ne sono tre Parrocchiali...”.

Secondo i calcoli del suddetto Padre Fiore, Sestio sarebbe stata fondata nell'anno della Creazione 2256 (1744 a.C.), e nel 900 circa dell'era cristiana venne conquistata dai Saraceni, i quali vi stabilirono una loro colonia. Successivamente, sempre secondo il Fiore, l'esercito imperiale di Costantinopoli assalì e distrusse la città, mettendo in fuga i pochi superstiti guidati da una donna ignuda e scapigliata avvolta in un lenzuolo.

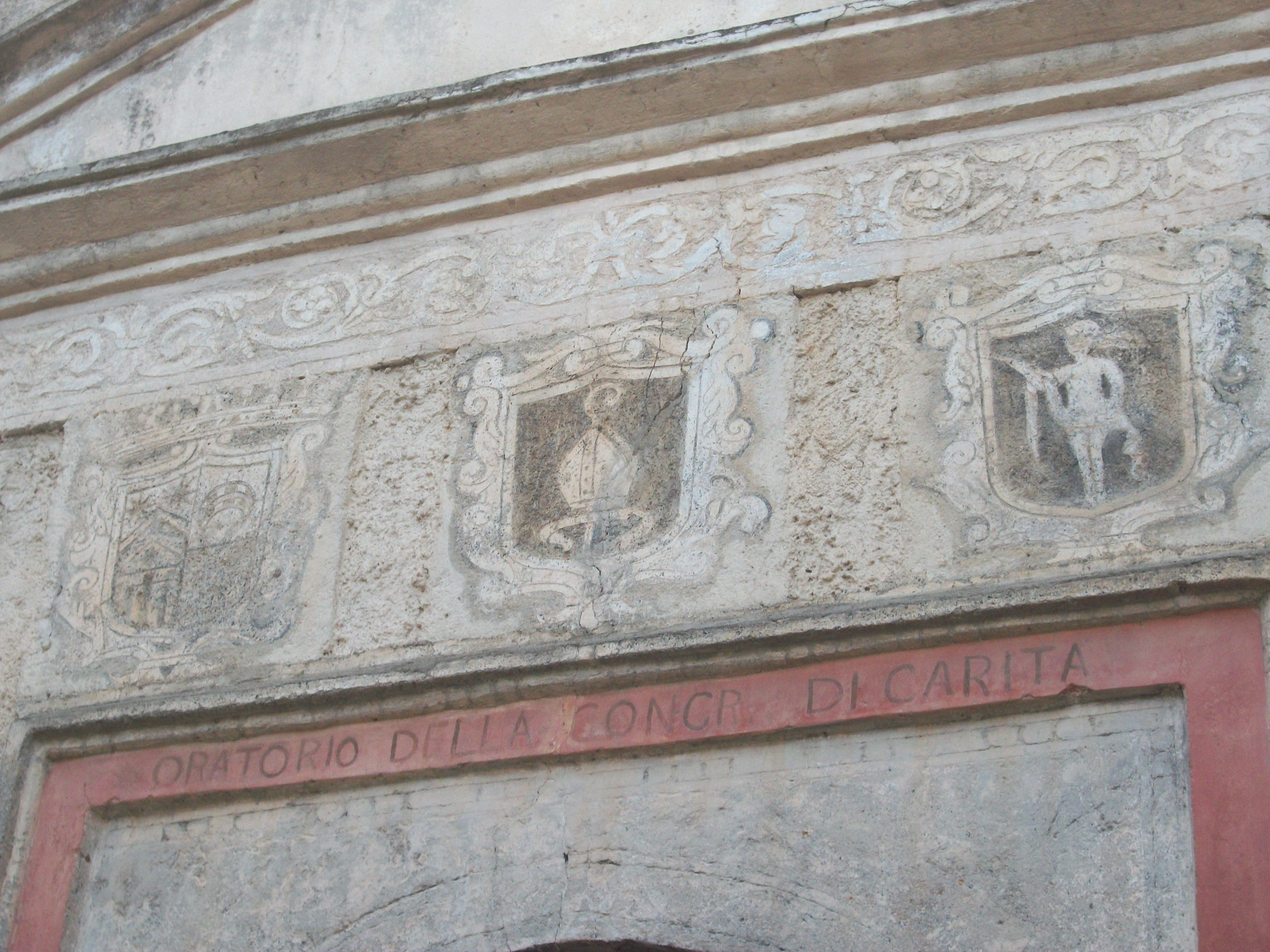
Frontespizio della cappella di S. Antonio di Padova

Il ricordo di questa leggenda è raffigurato in un antico affresco visibile sul frontespizio della cappella di S. Antonio e su un polittico cinquecentesco conservato nella sacrestia della chiesa di S. Maria del Gamio, ed inoltre nel timbro comunale e nel gonfalone di Saracena, sul quale viene ritratta una donna che fugge, avvolta in un lenzuolo, con intorno la scritta: “Universitas terrae Saracinae”.
Ricostruita la città, in un sito poco distante (quello attuale) e più difendibile da improvvisi attacchi esterni, ha inizio il periodo bizantino, le cui prime influenze culturali e sociali possono essere fatte risalire all'ottavo secolo con l'azione del monachesimo greco, inserito nel più vasto fenomeno delle esperienze monastiche del Mercurion. Nel X secolo l'amministrazione bizantina creerà il Catepanato d'Italia, che includeva l'intero territorio della Calabria.

### Sviluppi e dominazioni
Il nuovo paese, sorto intorno al castello baronale, cinto di mura (ormai distrutte o inglobate nei muri delle abitazioni) e fortificato con quattro porte (Porta del Vaglio, Porta S. Pietro, Porta Nuova e Porta dello Scarano), con l'arrivo dei Normanni, avvenuto nella seconda metà dell'XI secolo, diventò dominio feudale.

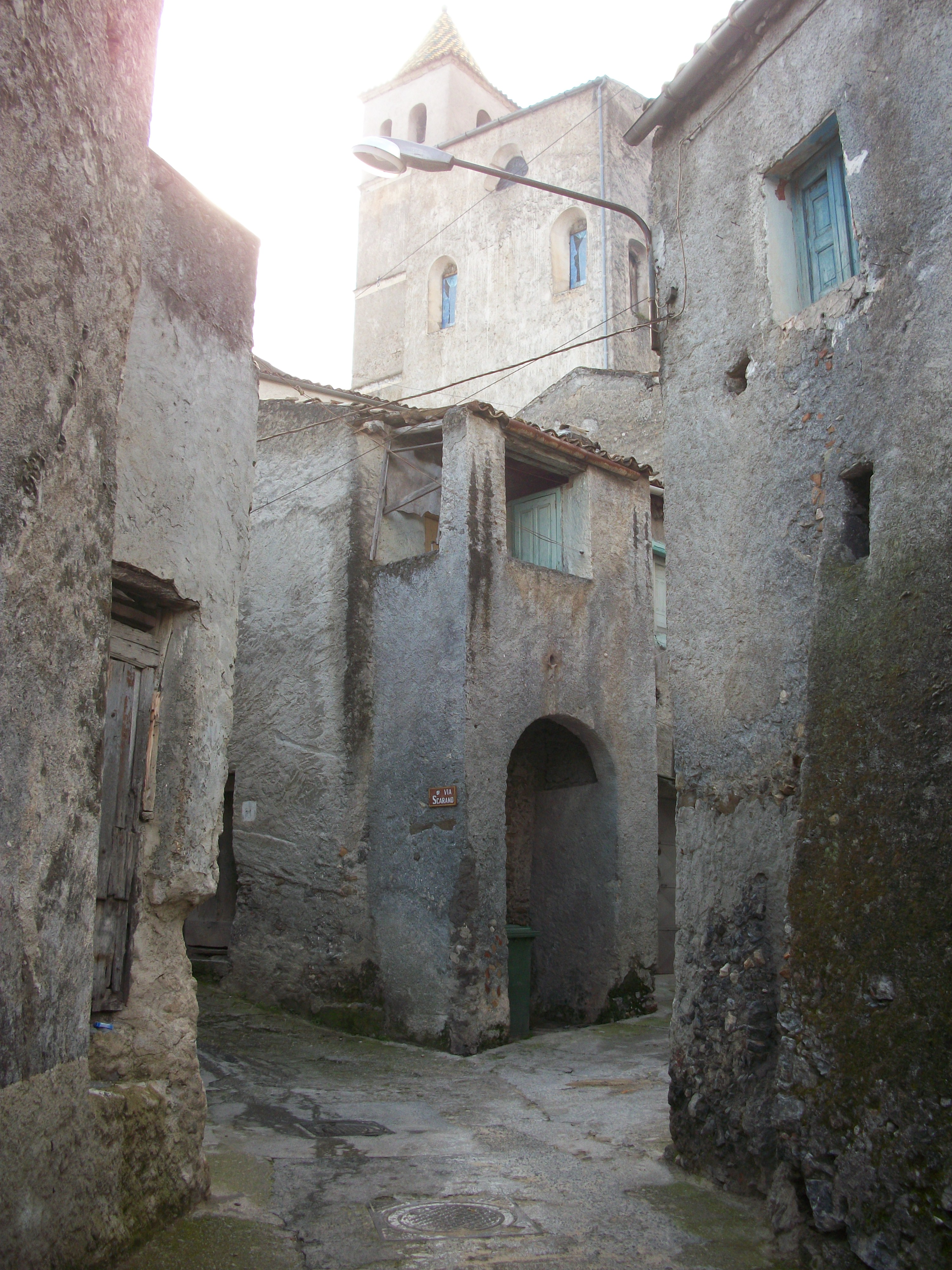
Porta dello Scarano, nel rione omonimo

In quest'epoca, cioè a cavallo tra i secoli XI e XII, è probabile altresì che cominci ad essere utilizzato il nuovo nome del borgo, il cui sviluppo urbanistico e demografico è tale da farlo figurare, nel 1275, al quarto posto per popolazione nella diocesi di Cassano all'Jonio, con 3.585 abitanti.
Nel XIV secolo il toponimo con il quale veniva indicata la località era Castrum Sarracene, mentre all'inizio del 1500 il luogo era conosciuto come alla Saracena.

Il Feudo di Saracena appartenne inizialmente ai Duchi di S. Marco e ad altri feudatari, tra i quali Guglielmo Pallotta e Filippo Sangineto di Altomonte, quindi, a partire dalla seconda metà del XIV secolo, alla casata dei Sanseverino, dapprima come conti e duchi e in seguito con il rango di Principi di Bisignano, che lo conservarono per più di duecento anni. Verso la fine dell'anno 1600 fu acquistato all'asta pubblica, per 45.000 ducati, dai Gaetani d'Aragona, duchi di Laurenzana, i quali, nel 1613, lo cedettero ai Signori Pescara di Diano. Con regio assenso del 26 marzo 1718, e per 102.000 ducati, il Feudo di Saracena passò a Francesco Maria Spinelli, 8º Principe di Scalea. Il dominio degli Spinelli, come baroni della città, durò fino al 1806, anno in cui, per volere di Napoleone Bonaparte, fu emanata la legge eversiva della feudalità, con la quale questa veniva abolita.

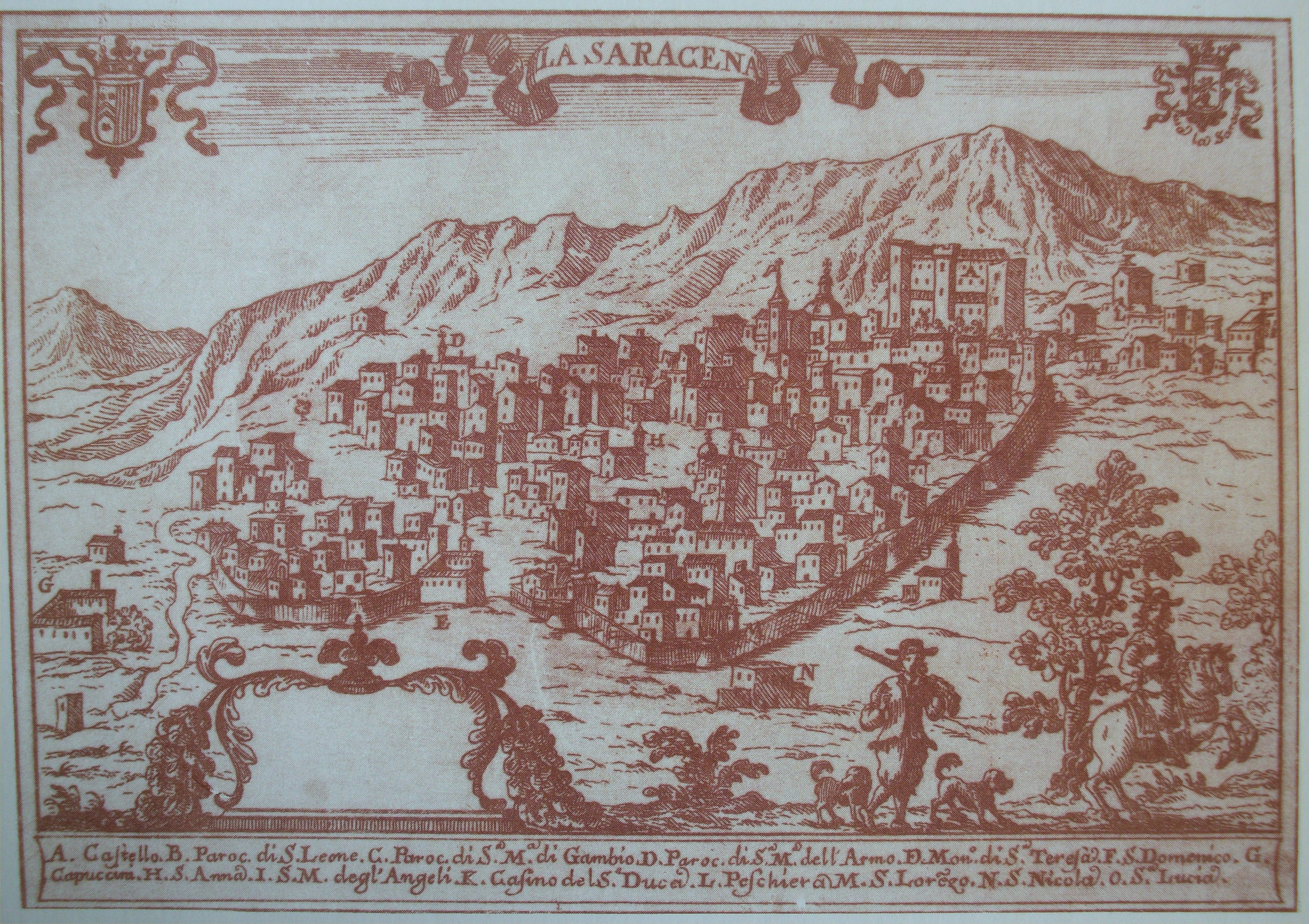
Saracena in una riproduzione di G. B. Pacichelli (XVII sec.). In alto a sinistra è visibile uno stemma con gli emblemi dei Pescara di Diano e degli Aragona

Nel corso del Risorgimento, Saracena, pur essendo una piccola comunità, fu molto attiva sul fronte patriottico ed antiborbonico. In paese era infatti esistente una sezione della Giovine Italia, denominata “Chiesa del Garga”. Ne facevano parte Stanislao Lamenza, Gaetano De Paola, Leone Forestieri, Antonio Prioli, Francesco Pompilio e Leone Ricca. Antonio Prioli, condannato a sette anni di ferri per motivi politici, morì in carcere il 29 aprile 1855. La sua figura venne ricordata da Luigi Settembrini nell'opera postuma Ricordanze della mia vita. Stanislao Lamenza, dopo aver trascorso diversi anni in prigione per causa politica, partecipò alla Spedizione dei Mille e perse la vita a Palermo, combattendo, con il grado di maggiore, contro i soldati del Regno delle Due Sicilie. Leone Ricca, dopo aver a sua volta scontato un periodo di condanna “ai ferri nei bagni” per reati politici, si impegnò nell'allestimento della Guardia Nazionale. Nel 1863 gli venne conferita, in qualità di Capitano nei Volontari dell'Italia Meridionale, la Medaglia in Argento al valor militare, per il “valore dimostrato il primo Ottobre 1860 sotto Capua”. Di Leone Ricca rimane anche una interessante corrispondenza epistolare intercorsa con Giuseppe Garibaldi. Il figlio di Leone Ricca, Giovan Battista, ricevette a sua volta una medaglia come combattente nella guerra del 1866 contro gli Austriaci.
Nei primi anni del nuovo millennio Saracena è stata insignita del titolo di “Città garibaldina”.

## Monumenti e luoghi d'interesse

### Musei

#### Pinacoteca Comunale Andrea Alfano
La pinacoteca di Saracena, ubicata nei locali dello storico Palazzo Mastromarchi, è intitolata al pittore e poeta Andrea Alfano (1879-1967). Contiene al suo interno una collezione di oltre 250 tra dipinti, disegni e sculture di artisti italiani e stranieri. L'ambito della raccolta è il Novecento. 

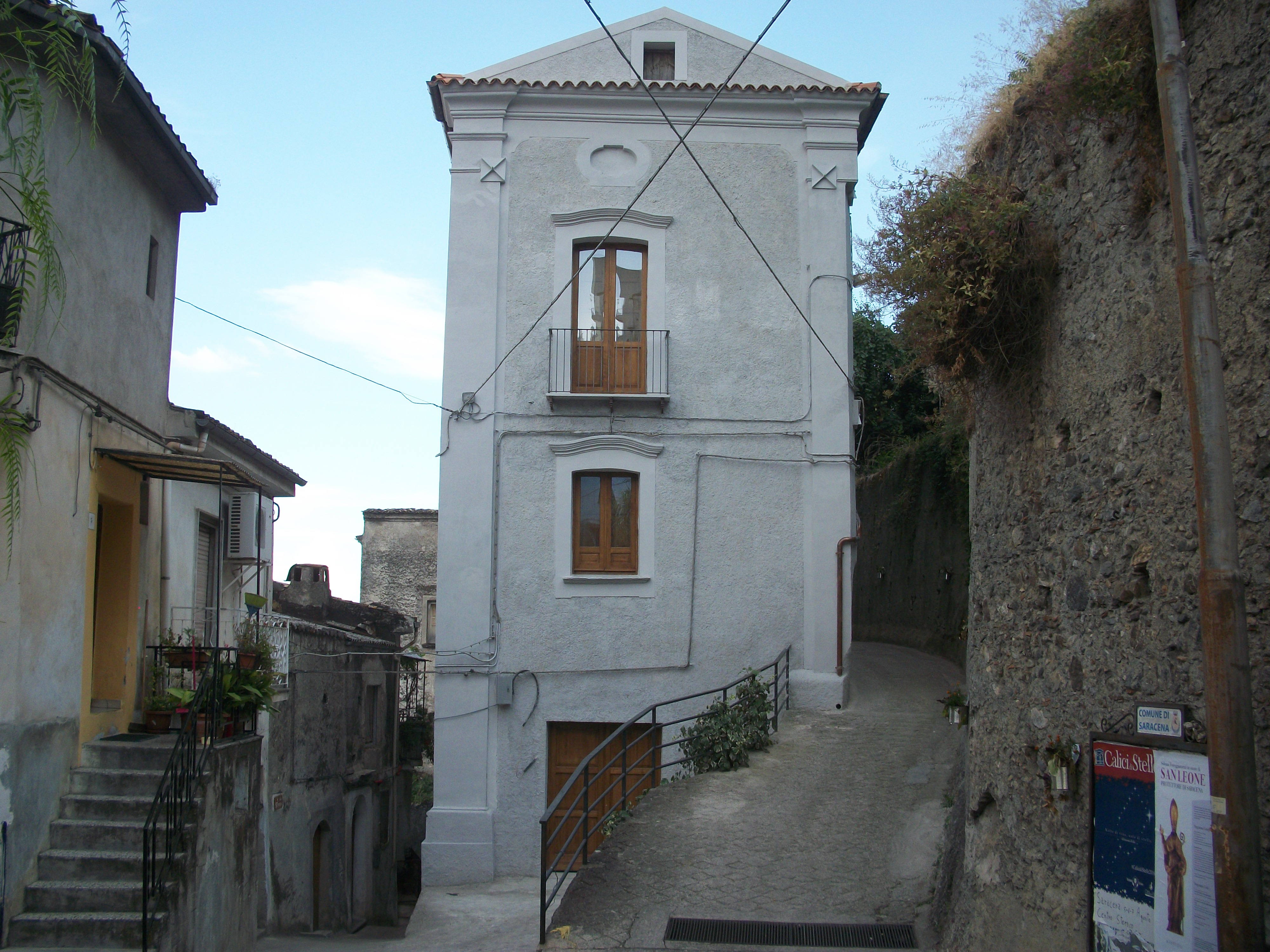
Palazzo Mastromarchi

La costituzione della pinacoteca, inaugurata il 1º maggio del 1985 congiuntamente alla Biblioteca Comunale, era stata resa possibile dalla donazione fatta dai superstiti soci fondatori dell'Associazione Artistico-Culturale “Sestium”, attiva a Saracena dal 1952 fino alla metà circa degli anni Settanta. Il patrimonio della pinacoteca comprende opere di: Renato Guttuso, Domenico Purificato, Giovanni Omiccioli, Sante Monachesi, Guglielmo Sansoni, Franco Iurlo, Anna Salvatore, Ugo Attardi, Eliano Fantuzzi, Giovanni Consolazione, Antonio Vangelli, Giulio Turcato, Ernesto Treccani, Ortensio Gionfra, Enotrio Pugliese, Carlo Acciari, Pericle Fazzini, Andrea Alfano, Luigi Montanarini, Ilia Peikov, Giuseppe Ragogna, Mimmo Sancineto, Leila Lazzaro, Lello M. Barresi, Valery Escalar, Irene Paceviciute, Leonardo De Magistris, Helene Zelezny-Scholz, Emilio Greco ed altri. Il patrimonio iniziale, ampliatosi nel corso degli anni, era formato da 75 opere.
In occasione dell'inaugurazione il relatore prof. Aldo Maria Morace, riferendosi al numero delle opere e alla notorietà dei nomi presenti nella collezione, aveva definito l'evento un “miracolo all'italiana”.

#### Museo di Arte Sacra
Il Museo di Arte Sacra, inaugurato il 30 aprile 1993, si trova all'interno della Chiesa di Santa Maria del Gamio, in centro storico. Contiene dipinti, arredi in argento e rame dorato, busti reliquiari, paramenti liturgici e documenti d'archivio. La raccolta abbraccia i secoli XVI-XIX. Tra le opere si segnalano: un tronetto per l'esposizione eucaristica di scuola napoletana; due grandi ostensorii eseguiti dall'argentiere Salvatore Vecchio nel 1753; una croce processionale della metà del '600; il dipinto raffigurante la Madonna della Purità realizzato su una lastra di metallo tra il XVII e il XVIII secolo.

### Chiesa di San Leone
La Chiesa di San Leone, della quale non si conosce con esattezza l'epoca della costruzione (probabilmente tra il X e l'XI secolo), venne edificata sui resti di una chiesa a croce greca iscritta in un quadrato, e quindi di culto bizantino. Ugualmente incerto è il momento in cui il rito bizantino venne sostituito dal rito latino. 

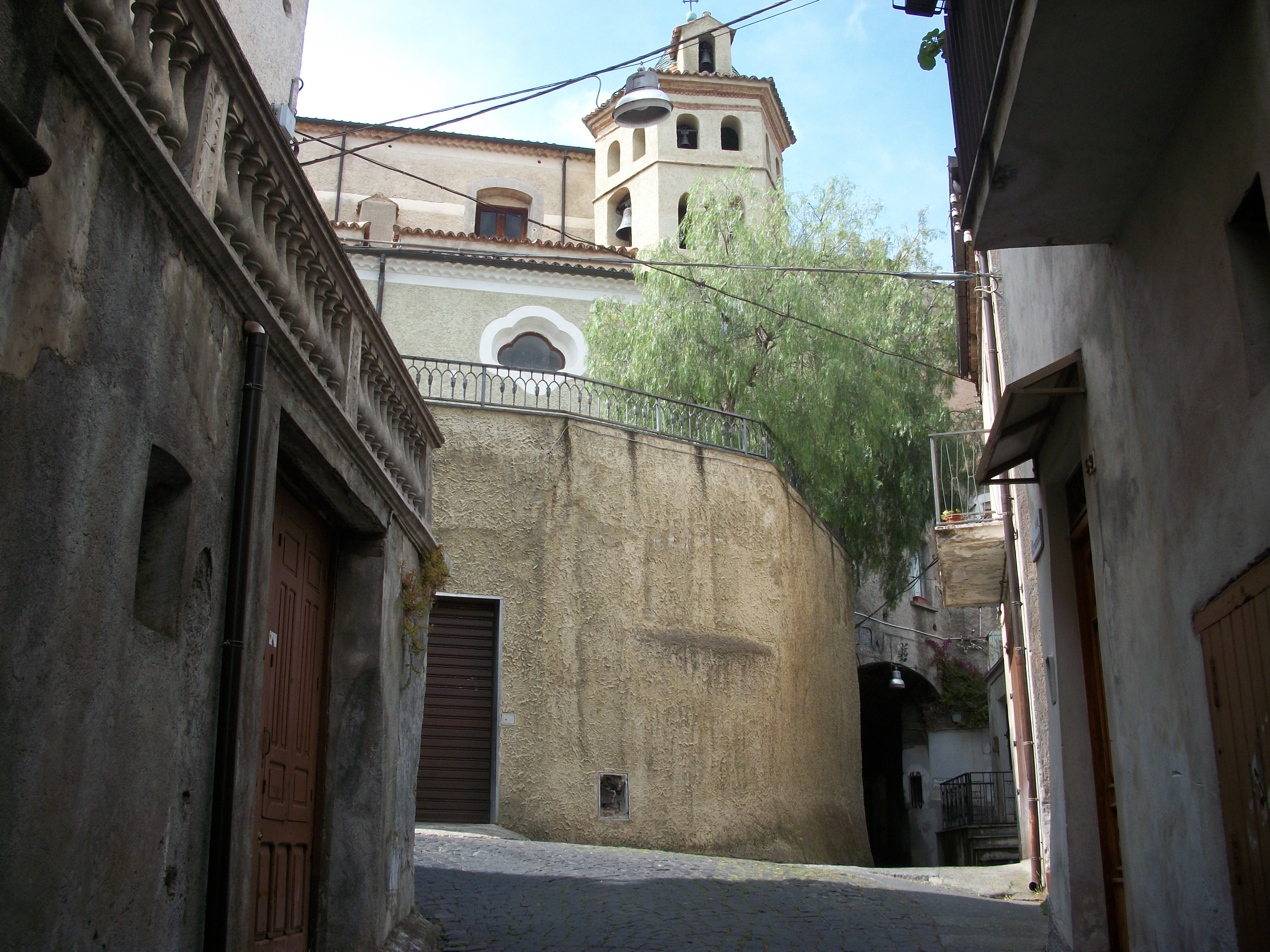
Chiesa di S. Leone, campanile

 La chiesa, inizialmente dedicata a Santa Caterina d'Alessandria, fu consacrata a San Leone, detto il Taumaturgo, nel 1224 da Guglielmo, vescovo di Bisignano. È la più ampia fra le chiese di Saracena. La sua tipologia è ascrivibile al periodo romanico maturo ed al primo gotico calabrese. Di questo periodo rimane il campanile a pianta esagonale con trifore romaniche. Venne ritoccata nel '600 e nel '700.
L'esterno è caratterizzato dal bel portale cinquecentesco posto nel prospetto principale, fatto eseguire dai Principi Sanseverino. Dello stesso secolo è il portale laterale, scolpito in pietra calcarea da scalpellini locali. L'interno, rimaneggiato, è in stile barocco e diviso in tre navate. Sulla volta della navata centrale vi sono degli affreschi che raffigurano quattro episodi del Vecchio Testamento, quali 1) il Sacrificio di Abramo, 2) Giuditta e Oloferne, 3) il Buon Pastore e 4) l'Incoronazione della Vergine Maria. L'interno ospita varie opere d'arte di notevole interesse e pregio artistico, tra cui statue di marmo, statue e sculture in legno, dipinti, busti reliquiari, calici argentei, ostensorii, pianete, piviali. Lungo la navata di sinistra sono presenti quattro cappelle, dedicate, rispettivamente, a: San Leone, la Vergine Santissima Addolorata, la Vergine Santissima del Rosario, la Madonna delle Grazie.

### Chiesa di Santa Maria del Gamio
La chiesa di S. Maria del Gamio (dal greco “delle nozze”, con probabile riferimento a quelle di Cana) è una costruzione di origine bizantina, ed è tra le più antiche chiese dell'area del Parco nazionale del Pollino. Non si conosce l'anno esatto della sua fondazione, collocabile, tuttavia, tra i secoli X e XI. Dall'analisi di alcuni antichi frammenti di pergamena si può dedurre che il rito bizantino sia rimasto in uso fino al 1568, anno della consacrazione della chiesa al rito latino. Nel corso del Sei-Settecento la chiesa subì dei rimaneggiamenti, e nella seconda metà del XIX secolo, per volere del suo procuratore D. Alessandro Mastromarchi, l'edificio venne allungato nella pianta con la creazione di una nuova facciata in stile neo-palladiano (1870-1874). Anche il campanile è stato rifatto totalmente tra il 1882 e il 1884. 

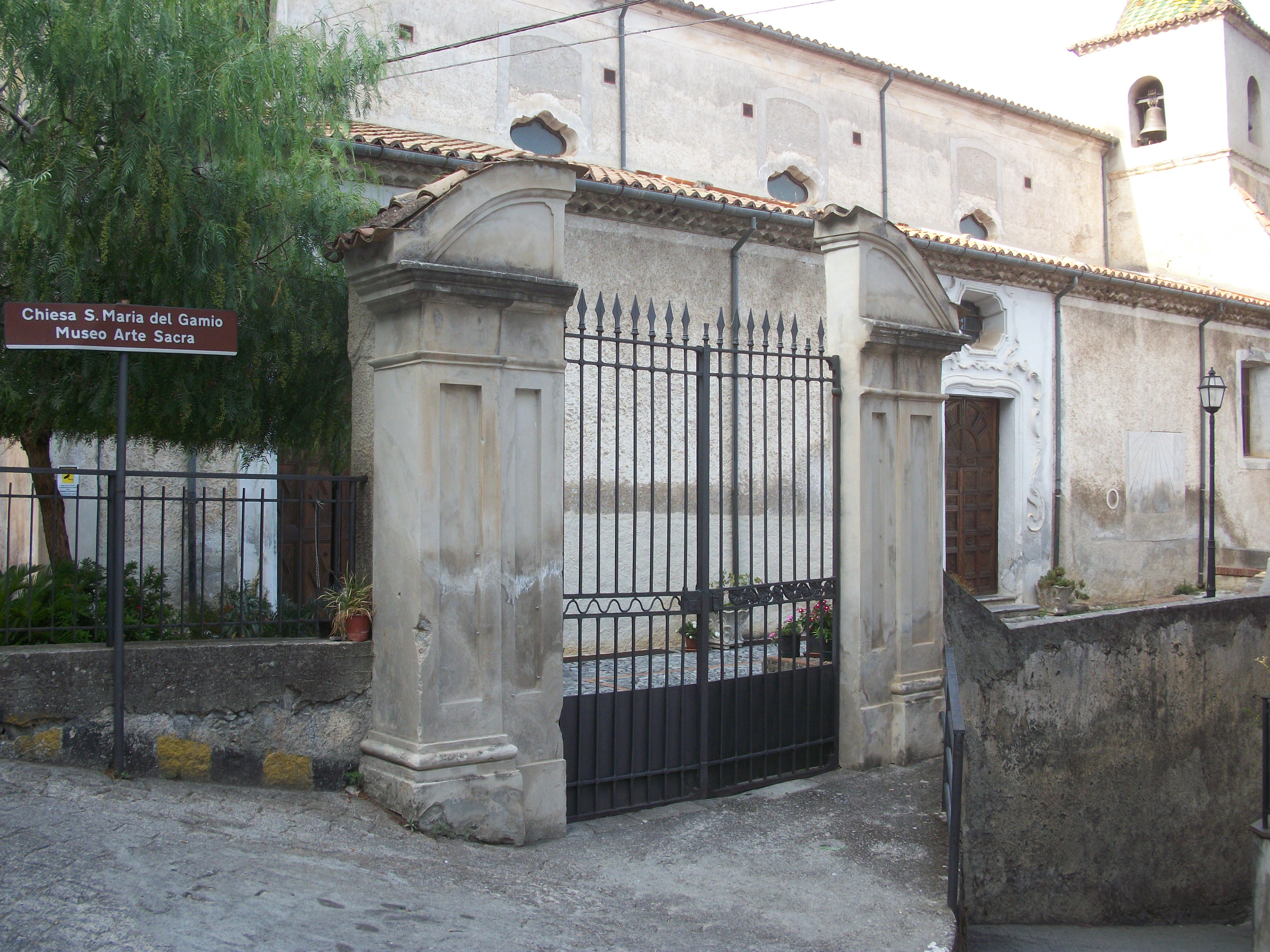
Chiesa di S. Maria del Gamio, cancello

Alla chiesa si accede da un cancello in ferro, costruito, e collocato sul luogo, nella seconda metà del XIX secolo. Oltrepassato il cancello ci si immette in uno spiazzo, restaurato nel 1997. Davanti al cancello ci sono due porte, una delle quali utilizzata come ingresso della chiesa. La porta più antica venne costruita da un certo Giovanni La Bollita di Altomonte all'inizio del 1600, con stucchi esterni realizzati da Pascale Morello nel 1757-58, mentre l'altra porta fu lì collocata nel 1872 in seguito ai lavori di allungamento dell'edificio. 

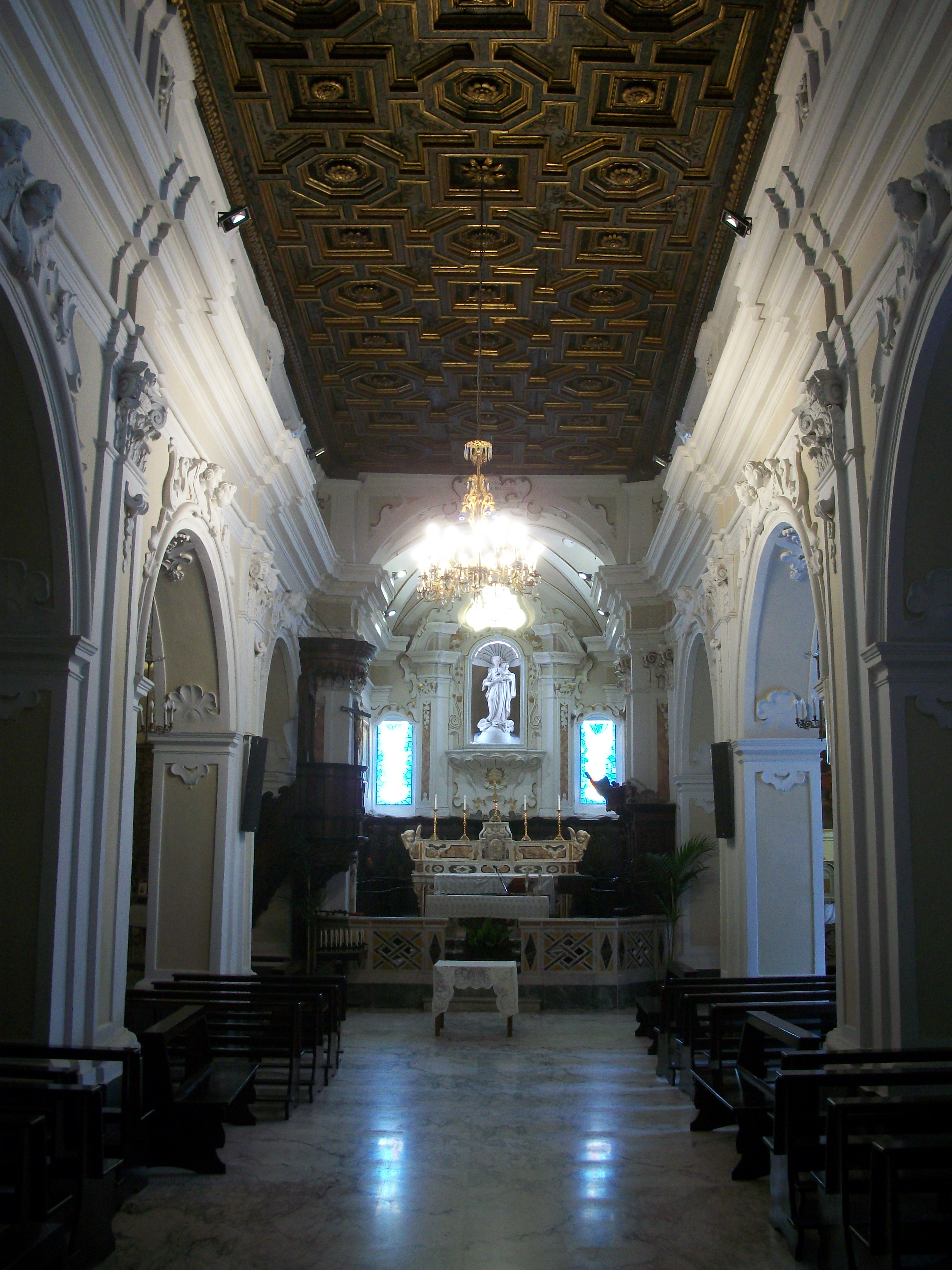
Chiesa di S. Maria del Gamio, interno

L'interno della chiesa, ricco di opere d'arte, è a tre navate. La navata centrale si presenta con un maestoso soffitto a cassettoni lignei intagliati e indorati, opera degli artigiani Jacono Lanfusa e Vincenzo de Untiis che la realizzarono tra il 1619 e il 1628. Ulteriori lavori di decorazione al soffitto vennero eseguiti nel 1787-88, oltre (negli stessi anni) ad interventi rivolti a proteggerlo da infiltrazioni d'acqua e di polvere. L'unica cappella della chiesa è dedicata a S. Innocenzo Martire, protettore della parrocchia. La statua di Sant'Innocenzo venne acquistata a Napoli nel 1831, e posta su un altare marmoreo costruito nel 1772 dall'artista napoletano Marino Palmieri sul quale era in precedenza collocata la statua della Madonna della Natività, poi traslata nell'altare maggiore.
Nella sacrestia è conservato un bel polittico su tavola della metà del Cinquecento, tra le cui raffigurazioni spiccano San Biagio e San Francesco di Paola. Alla base della struttura, sotto due colonne, sono posti gli stemmi dei Sanseverino, signori di Saracena, e della città. Di notevole interesse è anche il pancone sottostante, di bottega artigiana locale, risalente alla metà del XVII secolo. Attiguo alla sacrestia si trova il Museo di Arte Sacra.

### Chiesa di Santa Maria delle Armi
Nel quartiere più antico di Saracena sorge la chiesa di S. Maria delle Armi, un tempo parrocchiale e dal 1812 dipendenza del Gamio, le cui prime notizie si trovano in un documento della seconda metà dell'XI secolo nel quale vengono citate le chiese dipendenti dalla Abbazia di Banzi, e, tra queste, vi è S. Maria in Armis.

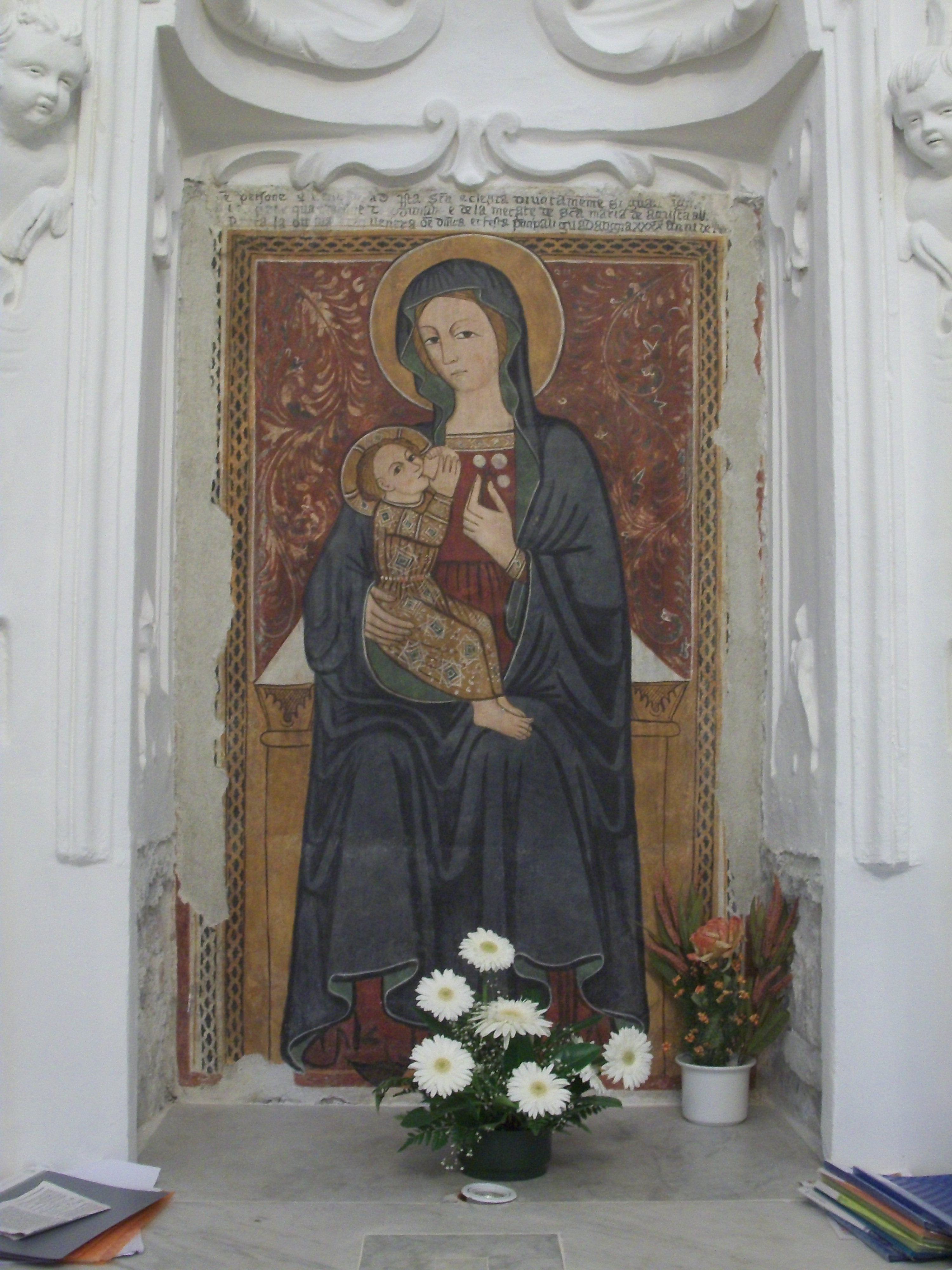
Madonna allattante (XV-XVI sec.)

Sulla porta d'ingresso della chiesa, posta sul lato lungo della stessa, è custodita una piccola statua in alabastro – parzialmente deteriorata – raffigurante la Vergine col Bambino. La datazione di questa scultura è incerta.
L'interno della chiesa è a tre navate. Tra le opere d'arte presenti si segnalano, fra le altre: una tela sull'altare maggiore raffigurante la Madonna col Bambino e Santi, di autore ignoto (XVII secolo); la balaustra dell'altare, con le sue figure antropomorfe e i medaglioni decorativi (XVIII secolo); il pulpito in legno con decorazioni rinascimentali (XVI secolo); il confessionale, realizzato dalla prestigiosa bottega di ebanisteria dei Fusco di Morano Calabro (XVIII secolo). Nella navata centrale si può inoltre ammirare un affresco di Madonna col Bambino (Madonna allattante) di autore ignoto, databile XV-XVI secolo o forse prima, una delle più belle opere d'arte conservate a Saracena.
Nella seconda metà del XIX secolo la chiesa ha subìto un intervento di restauro con ampliamento.

### Convento dei Cappuccini
A valle del centro storico si trova l'ex Convento dei Cappuccini, raggiungibile unicamente a piedi. La fondazione del complesso, che comprende anche una chiesa, risale alla seconda metà del XVI secolo. Nel corso del XVII secolo divenne un'importante sede di noviziato e di studi. 

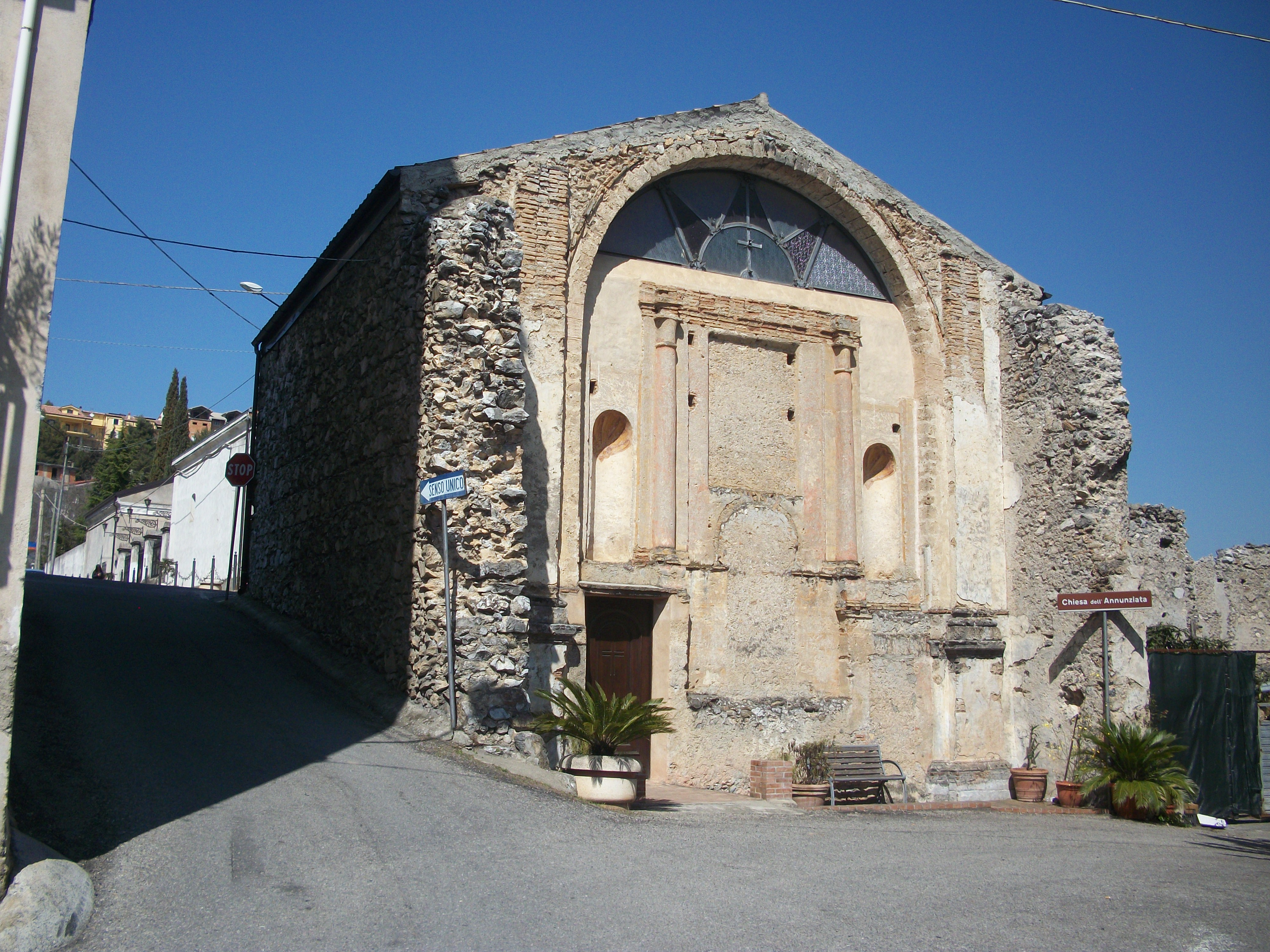
Chiesa dell'Annunziata

 Con la soppressione degli ordini religiosi voluta da Napoleone Bonaparte e Gioacchino Murat la struttura, nel novembre del 1811, venne abbandonata dai frati, i quali vi fecero ritorno solo nel 1854. Il convento fu definitivamente chiuso nel 1915 per mancanza di novizi (nel 1917 e nel 1918 venne usato come luogo di prigionia per i soldati austriaci e tedeschi). Intorno al 1990, a causa delle condizioni di abbandono in cui il luogo versa, su iniziativa della Soprintendenza per i beni culturali di Cosenza (e, successivamente, di alcune associazioni cittadine) sono stati avviati dei primi lavori di manutenzione e consolidamento.
All'inizio del 2019 una copia dell'"Ultima Cena" di Leonardo da Vinci, di cui sono ignoti autore ed epoca, ma con chiari riferimenti all'opera di Leonardo, è stata scoperta nel refettorio del convento.

### Convento dei Domenicani
Nella parte nord del centro abitato, lungo la strada che conduce verso San Basile e Castrovillari, si trova l'ex Convento dei Domenicani, ora Chiesa dell'Annunziata. Il complesso venne fondato nel 1575, tredici anni prima del Convento dei Cappuccini, del quale subì sorte analoga, se non peggiore, dopo il 1809: infatti quello che rimane, ad oggi, dell'antica struttura sono la sacrestia adattata a cappella e la facciata dell'altare maggiore della vecchia chiesa. Il giardino del convento è stato adibito a camposanto cittadino.

### Cappelle
Nel territorio di Saracena, oltre alle tre chiese, esistono numerose cappelle, alcune delle quali di origine bizantina. Le principali sono: S. Maria dell'Alto Cielo o Ara Coeli (XII secolo, è ubicata nel rione S. Pietro), S. Antonio di Padova (XVI secolo), S. Maria di Costantinopoli (edificata intorno al 1650, si trova in Via della Fiumara), S. Anna (XVII secolo), S. Maria del Garga o Madonna della Fiumara (1874). Poco distante da quest'ultima cappella si trovano i ruderi della Chiesa di S. Maria de Garga o Ad Flumen, risalente alla seconda metà dell'XI secolo. All'inizio del 1600 la chiesa venne ingrandita ed aggregata al Monastero di Colloreto, per essere poi abbandonata due secoli dopo in seguito alla soppressione degli ordini religiosi.

## Società

### Evoluzione demografica
Come si può notare osservando il grafico, la popolazione residente a Saracena si è mantenuta in generale costante a partire dal 1861, con una curva i cui valori, escluso il periodo immediatamente successivo alla prima guerra mondiale, sono rimasti compresi fra 3.530 circa e 4.520, e con un picco di 4.579 abitanti raggiunto nel 1995. Dal 1997 la tendenza è tuttavia quella di una costante diminuzione, provocata sia da una ripresa dell'emigrazione che da un tasso di natalità più basso che in passato.
Abitanti censiti

### Etnie e minoranze straniere
Al 1º gennaio 2016 i cittadini stranieri residenti a Saracena erano 80, equivalenti al 2,1% della popolazione e suddivisi in 30 maschi e 50 femmine. Tra i Paesi di provenienza, in totale 21, quello maggiormente rappresentato risulta essere – a quella data – la Romania con 31 residenti, seguita da Albania, Bulgaria e Federazione Russa con, rispettivamente, 11, 7 e 6 residenti ciascuno. La percentuale di europei è dell'85% (68 su 80); ad essi seguono asiatici (6), africani (3) ed americani (3).

### Tradizioni e folclore
Il santo patrono, San Leone, protettore della città dal 1630, viene festeggiato due volte l'anno: il 19-20 febbraio, e la seconda domenica di agosto. In occasione dei festeggiamenti della sera del 19 febbraio, cioè la vigilia della ricorrenza religiosa, i saracenari partecipano all'originale fiaccolata, che, partendo dalla Chiesa di S. Leone, attraversa tutto il centro abitato. 

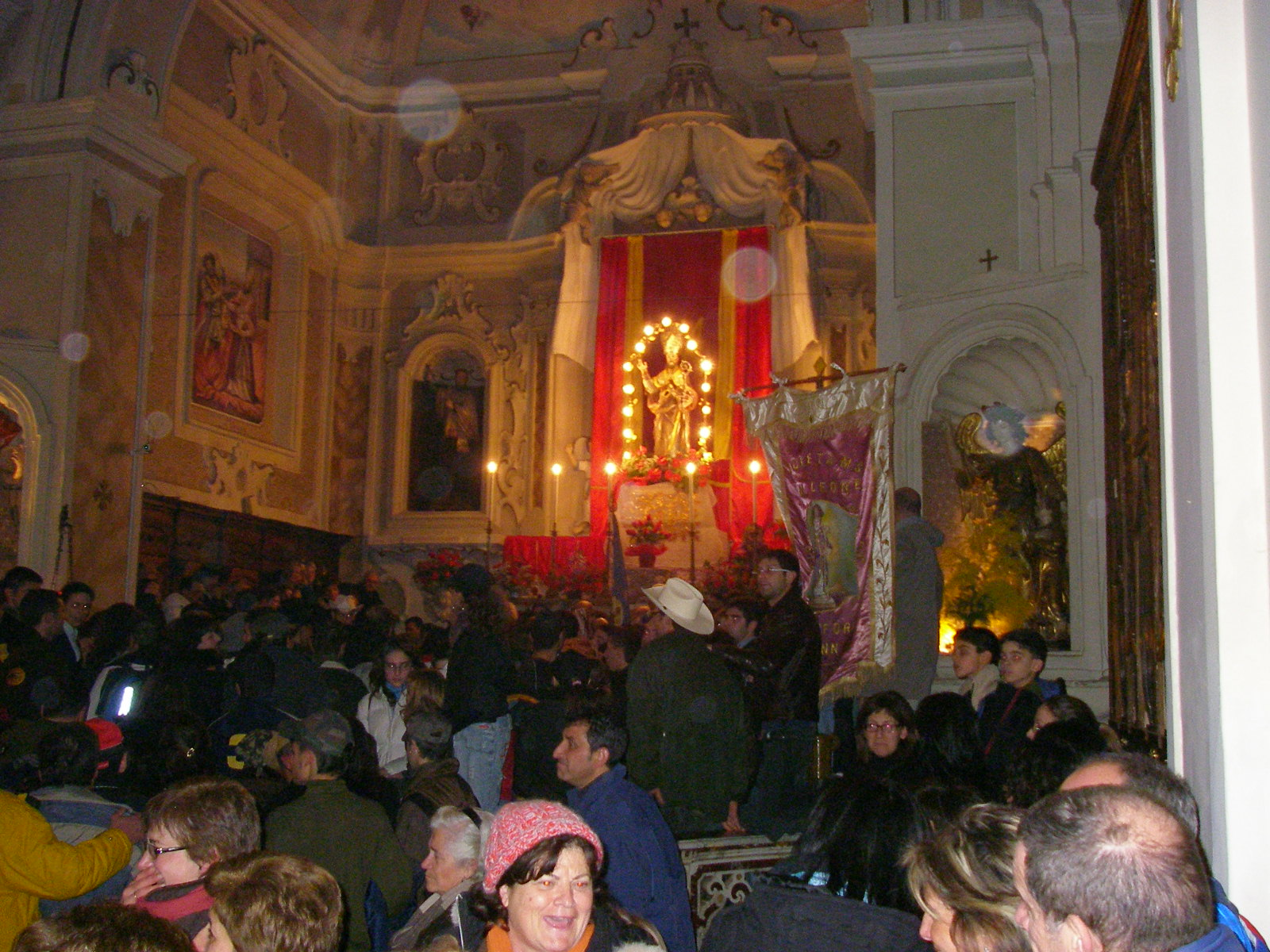
Festa di S. Leone a febbraio (interno della chiesa)

 La fiaccolata viene resa festosa dai canti e dai balli popolari che una parte dei partecipanti decide, spontaneamente, di eseguire. I fuochi d'artificio aggiungono altro colore alla lenta processione una volta che la stessa giunge in prossimità del rione Scarano, nel centro storico. La fiaccolata si conclude all'interno della chiesa del patrono, e qui, di nuovo tra canti e balli, si levano grida inneggianti al santo: “Viva Santə Liùnə!, sèmpə Santə Liùnə!” (“Viva San Leone!, sempre San Leone!”).
Usciti dalla chiesa, ognuno si dirige verso il proprio fucarazzo: si tratta di grandi falò che vengono accesi in tutti i rioni del paese e intorno ai quali, fino al mattino seguente, si canta, si balla, si suona e si degustano prodotti locali, tra i quali salumi, dolci (per esempio i “cannaricoli”), vino e moscato. La solenne processione cittadina con la statua del santo si svolge invece ad agosto, accompagnata dalle note della Banda Musicale di Saracena. La data estiva venne aggiunta verso la metà del XIX secolo (nel 1822 aveva addirittura sostituito quella invernale), poiché la celebrazione e i festeggiamenti in pieno inverno potevano risultare alquanto disagevoli per i fedeli.
Altre feste religiose tradizionali sono: il Ss. Crocifisso, a Santa Maria del Gamio (prima domenica di maggio); la Madonna della Catena, nel rione omonimo (terza domenica di maggio); la Madonna della Fiumara (ultima domenica di luglio); la Madonna delle Armi (seconda metà di agosto). Inoltre il 15 agosto, in località Piano di Novacco, si svolge la “Festa della Montagna”, mentre la prima settimana di dicembre, in paese, si festeggia “perciavutta”, cioè l'assaggio del vino nuovo. Sempre a dicembre (prima metà) si tiene, dal 2014, la “Festa della Tarantella Calabrese”, rassegna di musica popolare con contorno di enogastronomia tipica.

## Cultura

### Auditorium degli Orti Mastromarchi
La maggior parte delle iniziative culturali si svolge presso il nuovo Auditorium degli Orti Mastromarchi, in centro storico, inaugurato il 31 marzo 2012. La costruzione sorge sull'area un tempo destinata ad orti di uno dei vecchi palazzi signorili di Saracena, il palazzo Mastromarchi, ubicato in prossimità della Chiesa di S. Maria del Gamio. Le principali attività ospitate all'interno dell'auditorium nel corso dell'anno sono quelle cinematografiche, teatrali e musicali (concerti), ma non mancano convegni e presentazioni di libri.

### Biblioteca Comunale Vincenzo Forestieri
La Biblioteca Comunale, inaugurata nel 1985, si trova in Via Agostino Casini, nei pressi di Piazza XX Settembre. La biblioteca è intitolata a Vincenzo Forestieri (1822-1879), autore di una celebre monografia su Saracena pubblicata a Roma, postuma, nel 1913. Contiene opere di vario genere: giuridico, letterario, storico, enciclopedico, oltre a libri di autori locali, volumi sulla cultura del territorio e ad alcune rare pubblicazioni del XIX secolo.

### Cucina
In ambito gastronomico numerosi sono i piatti e i prodotti tipici. La pasta fatta in casa, per esempio: maccheroni cavati col ferro, lagane e ceci, orecchiette, gnocchi. Tra i secondi piatti troviamo il capretto al forno, il soffritto di agnello, le mazzacorde, le melanzane ripiene. Tra i salumi la soppressata, la salsiccia, il capocollo, il guanciale. Infine i dolciumi: cannaricoli, grispelle, cuddure, zuccariddi, taralli. Il prodotto tipico senz'altro più importante e riconosciuto è il vino Passito di Saracena Il Moscato a Governo di  Saracena è considerato un prodotto di nicchia; i ritmi naturali da osservare per la maturazione, la raccolta, l'appassitura ideale delle uve; i tempi necessari per la fermentazione e l'affinamento in botte o barrique, mal si conciliano con le produzioni di massa. Slow Food ha fatto di questo vino una delle poche aree vinicole protette diffuse in tutta Italia, e recentemente ha ricevuto l'Indicazione Geografica Protetta (IGP) e la denominazione di "Presìdi Slow Food"

### Musica
Fin dagli anni '70 del secolo scorso è attivo a Saracena il Complesso Bandistico S. Leone, che, a partire dal 1998, ha aggiunto al proprio nome la dicitura “Associazione Musicale Raffaele Diana”, in onore del suo primo direttore. Dal 2008 la direzione dell'ensemble è affidata al M° Antonio Di Vasto. 

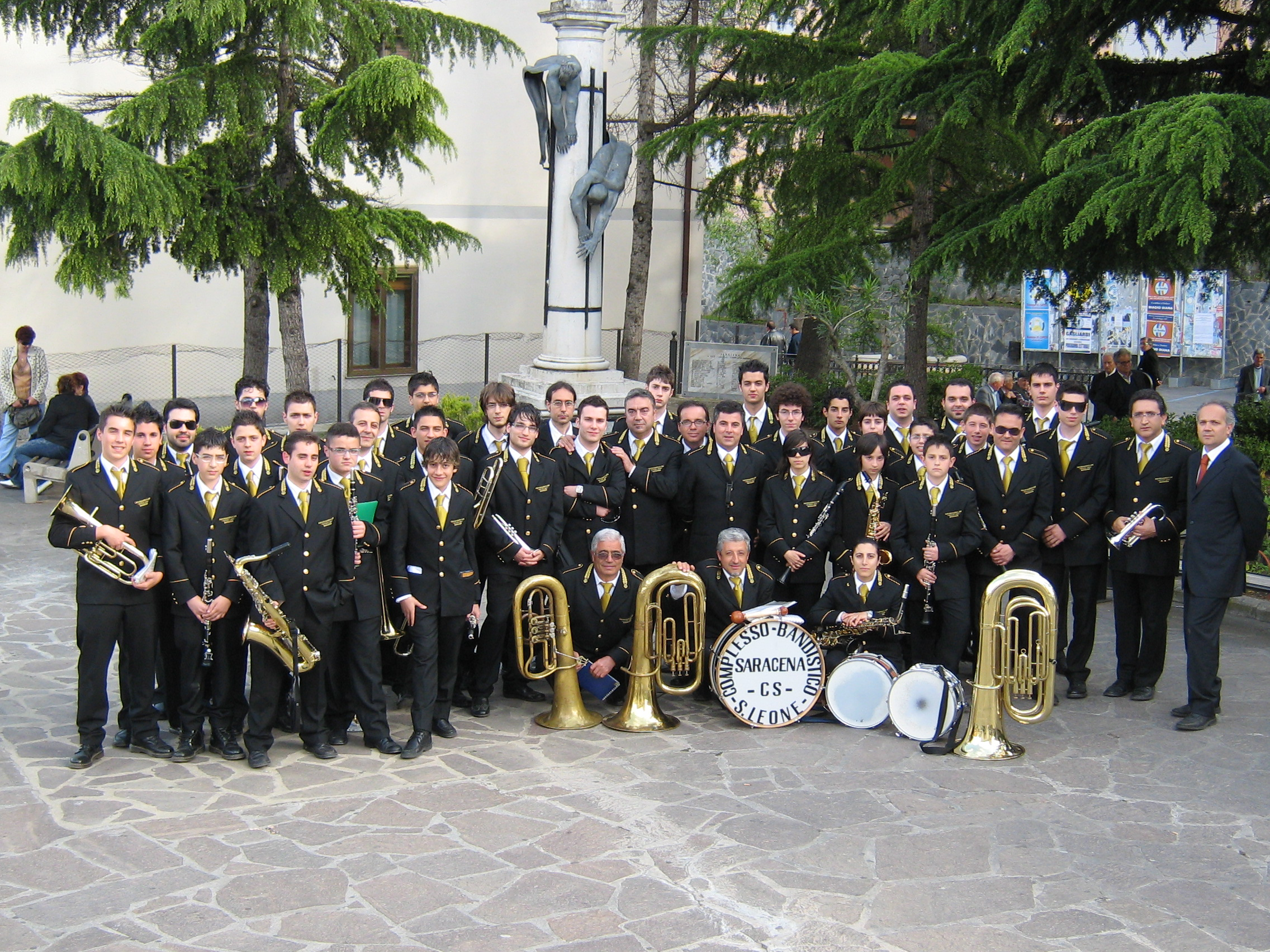
La Banda Musicale di Saracena nel 2007

 L'organico è di circa 40-45 unità, e può raggiungere i cinquanta elementi nei periodi di maggiore attività. Il repertorio è diviso in marce e brani da concerto: tra questi ultimi figurano anche arrangiamenti per banda musicale di diversi pezzi di musica leggera. L'attività concertistica si svolge in Italia, e talvolta anche all'estero.

## Geografia antropica
L'antico nucleo del centro urbano si sviluppa nella parte sud dell'abitato a partire da circa 530 metri s.l.m..

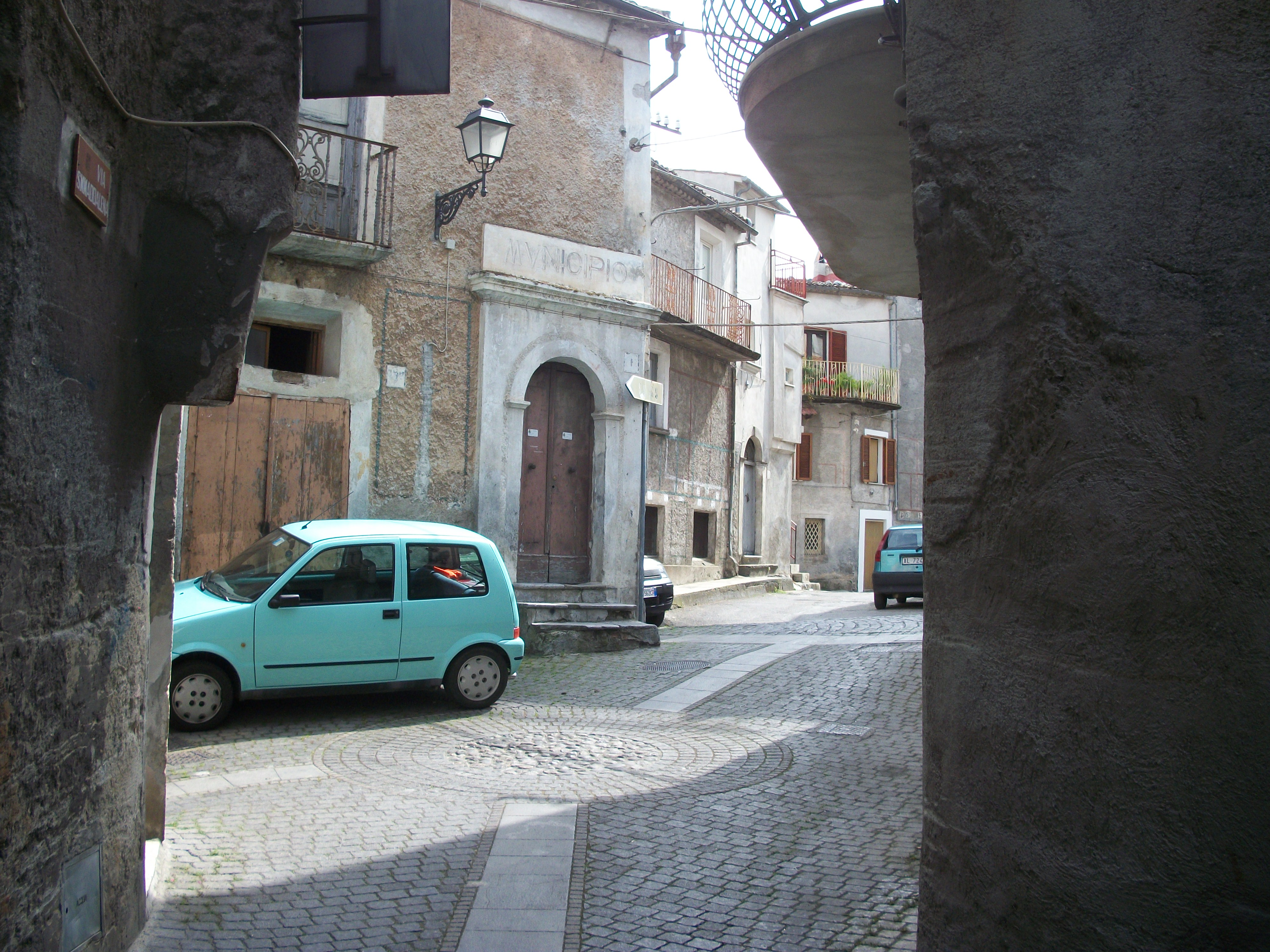
Vecchio Municipio

Esso è caratterizzato da un intricato dedalo di viuzze di concezione islamica, che si sviluppano verso nord fino ad arrivare alla vecchia casa comunale situata a circa 606 metri s.l.m. Caratteristici di quest'area del centro abitato sono le scale esterne (sia quelle delle abitazioni che quelle di raccordo tra arterie sovrapposte), i repentini mutamenti di direzione viaria, gli improvvisi slarghi ed i vicoli coperti a volta o con travi, che gli abitanti di Saracena sogliono chiamare vutànt e la cui funzione è quella di archi di collegamento tra un'abitazione e l'altra. 

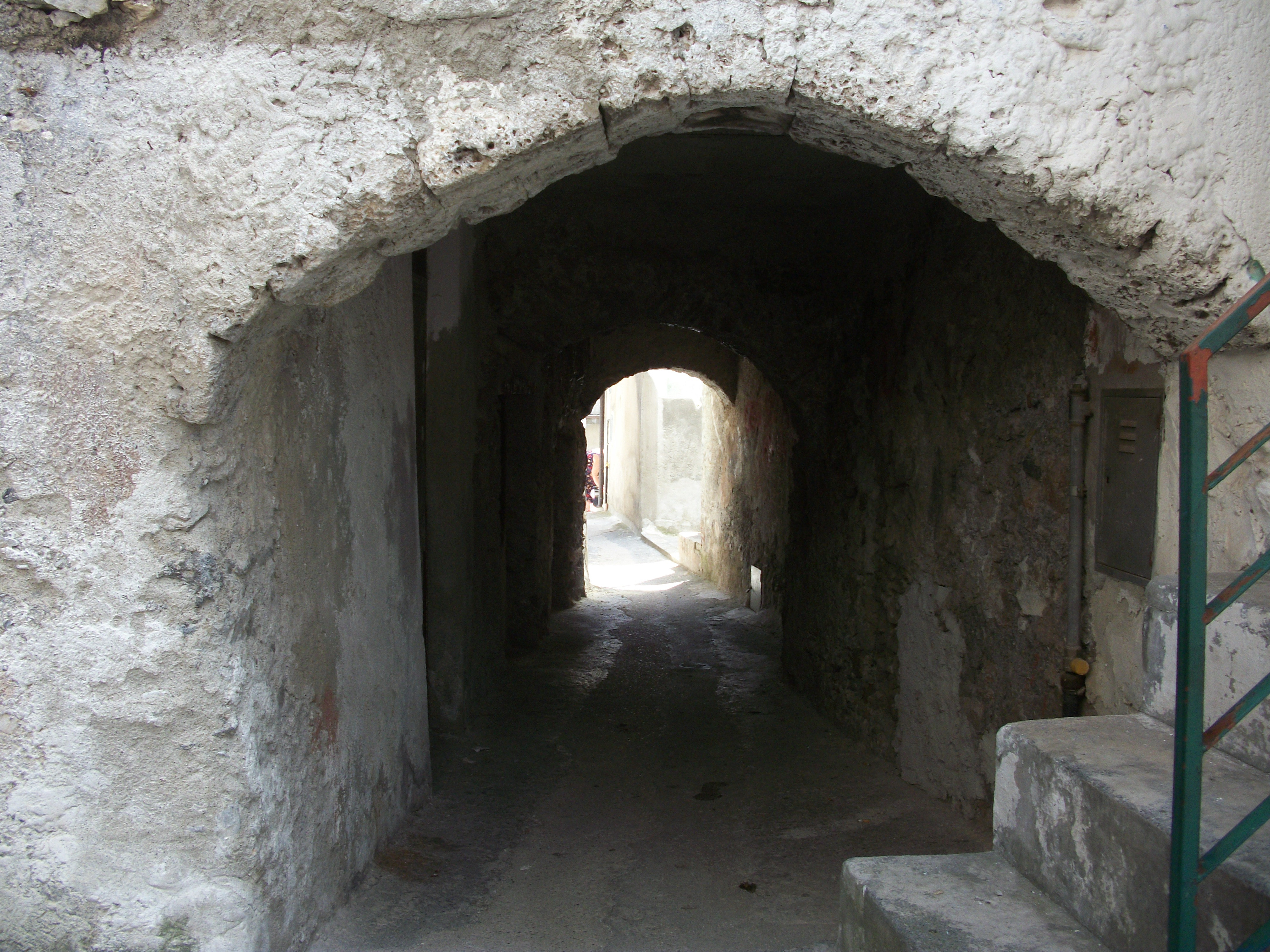
Tipico vutànt

Fino al XX secolo esisteva, nella parte più alta del vecchio centro abitato, un ampio castello baronale di epoca normanna le cui prime notizie documentarie risalgono ad un atto notarile del 19 giugno 1646, redatto dal notaio Giuseppe Manfredi di Castrovillari e conservato presso l'Archivio di Stato di Cosenza, sezione di Castrovillari. Lo storico locale Vincenzo Forestieri, vissuto nel XIX secolo, nella sua Monografia storica del Comune di Saracena fa inoltre riferimento ad un manoscritto del 1672, andato smarrito, nel quale si parlerebbe del castello (“edificio per quanto vasto per altrettanto maestoso”) e delle sue principali caratteristiche.
Il declino del castello di Saracena, del quale sopravvivono pochi ruderi, ebbe inizio nel 1834 con la vendita a privati. Nel 1939 l'edificio, in parte fatiscente, venne acquisito dal Comune e, nei quattro decenni successivi, gradualmente demolito. Al suo posto vennero costruiti la locale Scuola Elementare e il nuovo Municipio.
A partire dal 1970 il centro abitato è cresciuto rapidamente, ampliandosi lungo le nuove direttrici di Via Roma, Via Aldo Moro, Via Vincenzo Fioravanti, Via Stanislao Lamenza, Via Santa Maria Maddalena e zona Esse. Questo ha comportato un significativo spopolamento del centro storico, che si sta tentando di riqualificare e rivalorizzare attraverso interventi socio-culturali e di recupero architettonico.

## Economia
Saracena è un comune prevalentemente agricolo, con presenze industriali di un certo peso circoscritte per lo più alla prima metà del XX secolo (industrie boschive Rüeping, anni '10-'30, e Palombaro, anni '50). La maggiore produttività è nel campo dell'olivicoltura, effettuata con impianti ad estrazione continua di nuova generazione. La rinomanza dell'olio extravergine d'oliva di Saracena può rilevarsi anche nella presenza di un elevato numero di oleifici. Altri prodotti e produzioni locali sono il vino, la birra, i fichi, il grano ed il legname.
In campo enologico, Saracena deve la sua fama in Calabria e in Italia alla produzione del Moscato di Saracena, un vino passito da meditazione dal caratteristico profumo, ottenuto dai vitigni Malvasia, Guarnaccia e Odoacra. Il Moscato di Saracena è un presidio Slow Food.
In località Piano di Novacco, a 1.311 metri di quota, nel 2011 è stata riaperta una pista per sci di fondo, collegata ad una struttura ricettiva con ristorante e alloggi. D'estate la località è sede di attività quali orienteering, trekking, campeggio, nonché pascolo ad alta quota.
Il comune di Saracena fa parte dell'Associazione Nazionale Città dell'Olio, dell'Associazione Nazionale Città del Vino e, dal 2015, dell'Associazione Nazionale Città del Tartufo.

## Infrastrutture e trasporti
Il comune di Saracena è attraversato dalla ex Strada Statale 105 di Castrovillari, ora Strada Provinciale (SP) 263.

## Amministrazione
La sede del Municipio è ubicata in Via Carlo Pisacane, tra Piazza XX Settembre e Piazza Mazziotti. Tra il 1945 e il 1990 la guida dell'Amministrazione Comunale ha visto il predominio – su opposti versanti politici – del Partito Comunista Italiano e della Democrazia Cristiana, mentre dagli anni Duemila è cresciuto il fenomeno delle liste civiche. Il primo sindaco di Saracena dell'era repubblicana è stato il comunista Vincenzo Tramonte, primo cittadino negli anni 1945-1947 e 1956-1967. I primi sindaci democristiani furono Salvatore Caldarella (1952-1953) e Gabriele Viola (1953-1956). Nella tabella sono indicati gli altri sindaci di Saracena a partire dal 1968.
| Periodo | Periodo   | Primo cittadino        | Partito                    | Carica  | Note |
| ------- | --------- | ---------------------- | -------------------------- | ------- | ---- |
| 1968    | 1972      | Antonio Gagliardi      | Partito Comunista Italiano | sindaco |      |
| 1972    | 1973      | Vincenzo Alfano        | Partito Comunista Italiano | sindaco |      |
| 1973    | 1988      | Mario Albino Gagliardi | Democrazia Cristiana       | sindaco |      |
| 1988    | 1990      | Leone Chiaramonte      | Partito Comunista Italiano | sindaco |      |
| 1990    | 1993      | Antonino Tramonte      | PCI-PDS                    | sindaco |      |
| 1993    |           | Mario Albino Gagliardi | Democrazia Cristiana       | sindaco |      |
| 1994    | 1998      | Franco Senàtore        | Partito Popolare Italiano  | sindaco |      |
| 1998    | 2002      | Antonino Tramonte      | Rifondazione Comunista     | sindaco |      |
| 2002    | 2007      | Domenico Metaponte     | SDI                        | sindaco |      |
| 2007    | 2017      | Mario Albino Gagliardi | lista civica               | sindaco |      |
| 2017    | in carica | Renzo Russo            | lista civica               | sindaco |      |

### Gemellaggi
- Cariati, dal 2009

## Sport
Ha sede nel comune la società di calcio A.S.D. Saracena, iscritta nella stagione 2018-2019, al campionato di Terza Categoria. La squadra di calcio a 5 Futsal Saracena, nella stagione 2014-2015 ha disputato il campionato di Serie D .

### Impianti sportivi
In Contrada Donna Marianna si trovano il campo sportivo, un campo da tennis/pallavolo e un campo di calcetto, di proprietà comunale, tutti costruiti nella prima metà degli anni '80 ed ammodernati negli anni Duemila. L'intero complesso è stato intitolato ad "Ugo Catalano".